# 오드비 윅스턴

오드비 윅스턴의 위치

오드비 윅스턴(영어: Oadby and Wigston)은 잉글랜드 레스터셔주에 위치한 비도시 자치구로 중심 도시는 윅스턴마그나이며 인구는 55,928명(2014년 기준), 면적은 23.53km2이다.